# Леопард (святой)
Леопард (IV век) — святой мученик. День памяти — 30 сентября.
Святой Леопард (Leopardus) был слугой при дворе Юлиана Отступника. Он был умучен до смерти в Риме за своё исповедание веры приблизительно в 362 году. Некоторые авторы считают, что он был казнён где-то ещё. Мощи св. Леопарда почивают в городе Аахене в Экс-ла-Шапель.